# Žermanický lom
Žermanický lom je takřka dvouhektarový bývalý lom, založený v tělese těšínitu, který se nachází u Žermanic v okrese Frýdek-Místek v Moravskoslezském kraji. Lom je chráněn jako přírodní památka.

## Geografická poloha
Lokalita spadá do celku Podbeskydská pahorkatina, podcelku Těšínská pahorkatina, okrsku Hornotěrlická pahorkatina. Podloží tvoří horniny těšínsko-hradištního souvrství slezské příkrovové jednotky s ložní žilou těšínitu.
Nachází se v nadmořské výšce 297–322 m poblíž severovýchodního konce hráze Žermanické přehrady, při jejíž stavbě v padesátých letech 20. století byly použity materiály z lomu.

## Hydrologie
V některých místech lomu se shromažďuje dešťová voda, což vede ke vzniku drobných vodních ploch a mokřadů. Tyto vodní útvary nejsou napájeny stálými vodními zdroji, a proto jejich přetrvání závisí především na lokálních hydrologických podmínkách a množství srážek. Pravděpodobně také dochází k částečnému prosakování vody skrze pukliny v horninách z nedaleké přehrady. Roční srážkové úhrny se zde pohybují v rozmezí přibližně 800–1000 mm.

#### Vodní režim
Nejvíce vody se v lomu nachází na jaře, kdy je dno celého lomu většinou zatopené. S létem však začne voda postupně opadat a dno vysychá. 

#### Splachy zeminy
Při silných bouřkách došlo v minulosti k prudkému splachu zeminy z polí ležících nad lomem. Tento příval půdy způsobil výrazné zabahnění dna lomu a obohatil místní substrát o živiny, které podporují růst robustnějších nitrofilních druhů rostlin. V důsledku toho začaly ustupovat méně konkurenční slatinné druhy. Tůně, které byly zaneseny sedimenty, navíc vysychají rychleji. 

## Předmět ochrany
Na dně lomu druhotně vznikl mokřadní ekosystém s rozsáhlou vodní plochou s mnoha druhy rostlin a živočichů, z nichž některé jsou kriticky ohrožené nebo blízkých vyhynutí. Ekosystém se skládá z otevřených vodních ploch a výhřevné stěny lomu orientované k jihu. Od roku 1992 je přírodní památkou.

### Flóra
Rostlinnou říši zastupuje např. vrba jíva, vrba nachová, kriticky ohrožená přeslička různobarvá, ostřice šupinoplodá, suchopýr úzkolistý či kruštík bahenní.

### Fauna
Faunu reprezentuje kupř. významná populace čolka velkého či 19 druhů vážek. Nejcennější z nich je stálá populace vážky tmavé. Z ptáků se zde vyskytuje např. žluna zelená, pěnice slavíková, linduška luční či čáp bílý.

## Ohrožení přírodní památky
Negativní vliv na ohrožené druhy má sukcese dřevin a také blízký rekreační areál Žermanické přehrady. V roce 2013 došlo k značnému naplavení zeminy z okolních polí vlivem silné bouřky nad daným územím. V posledních letech (2023) se nevyskytuje parožnatka. V důsledku zabahnění nebyly nalezeny chráněné druhy jako kruštík bahenní, prstnatec pleťový a prstnatec májový. Zmenšuje se stav přesličky různobarvé a hrozí ji vyhynutí.

## Galerie

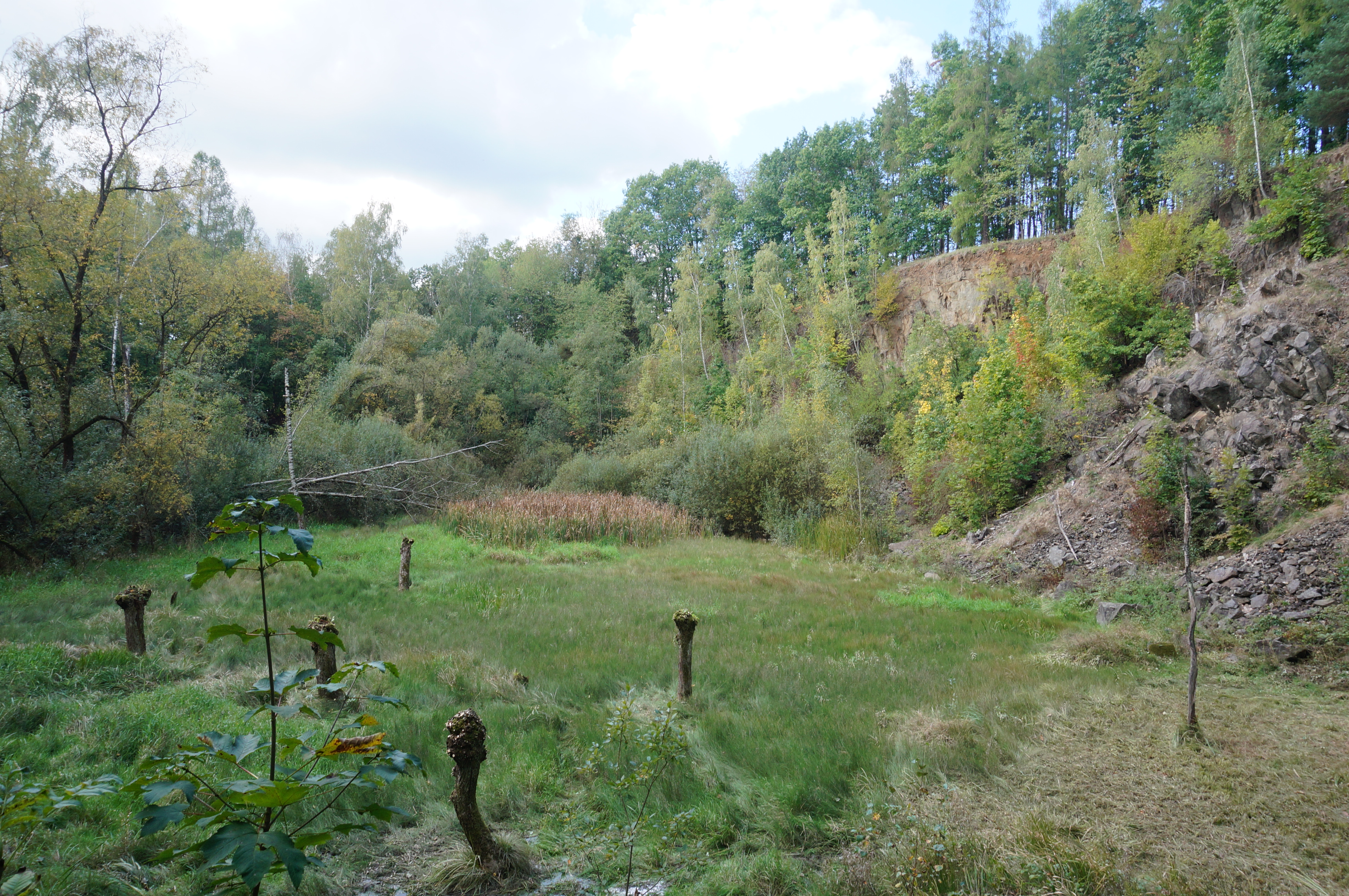
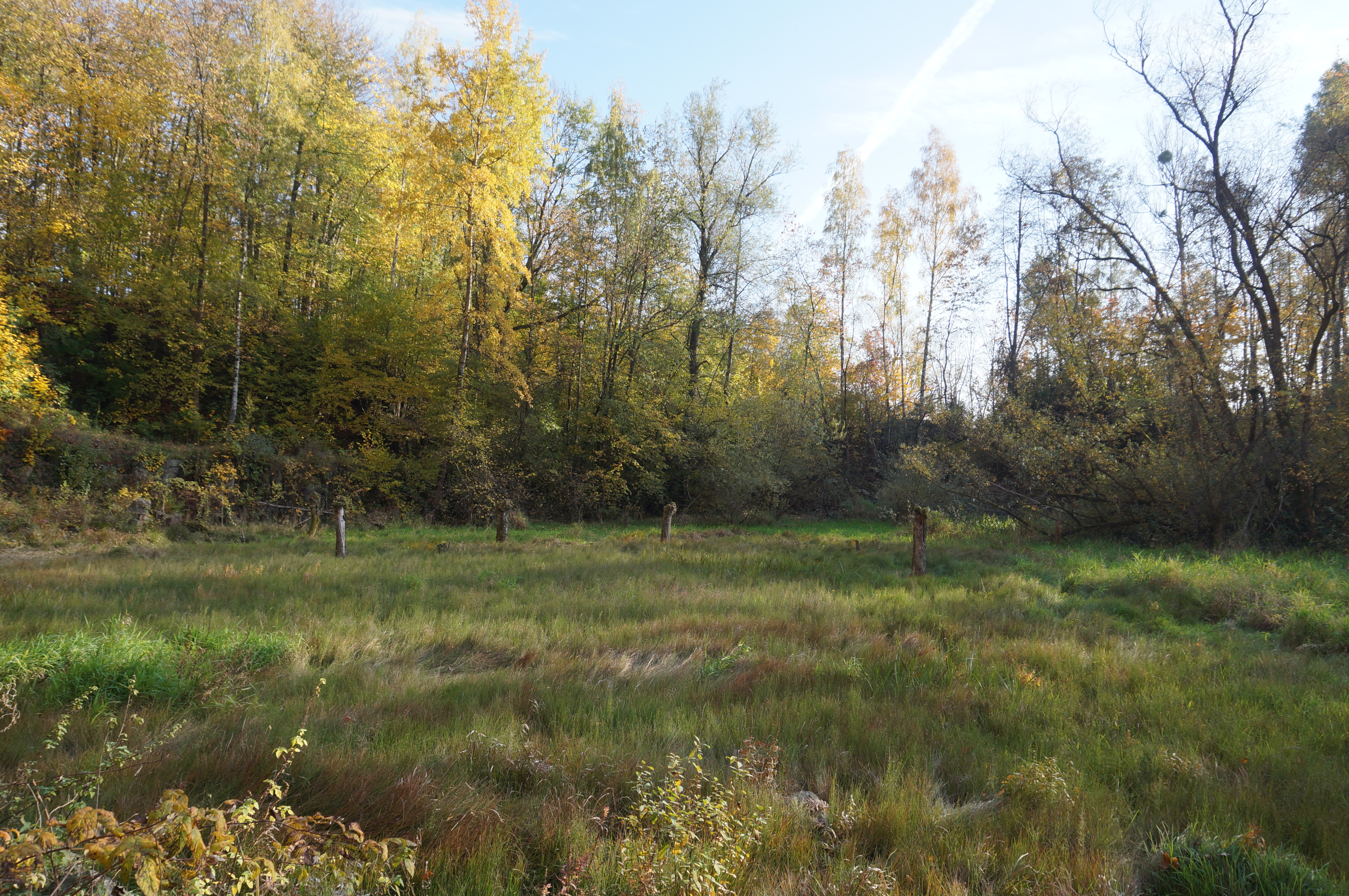
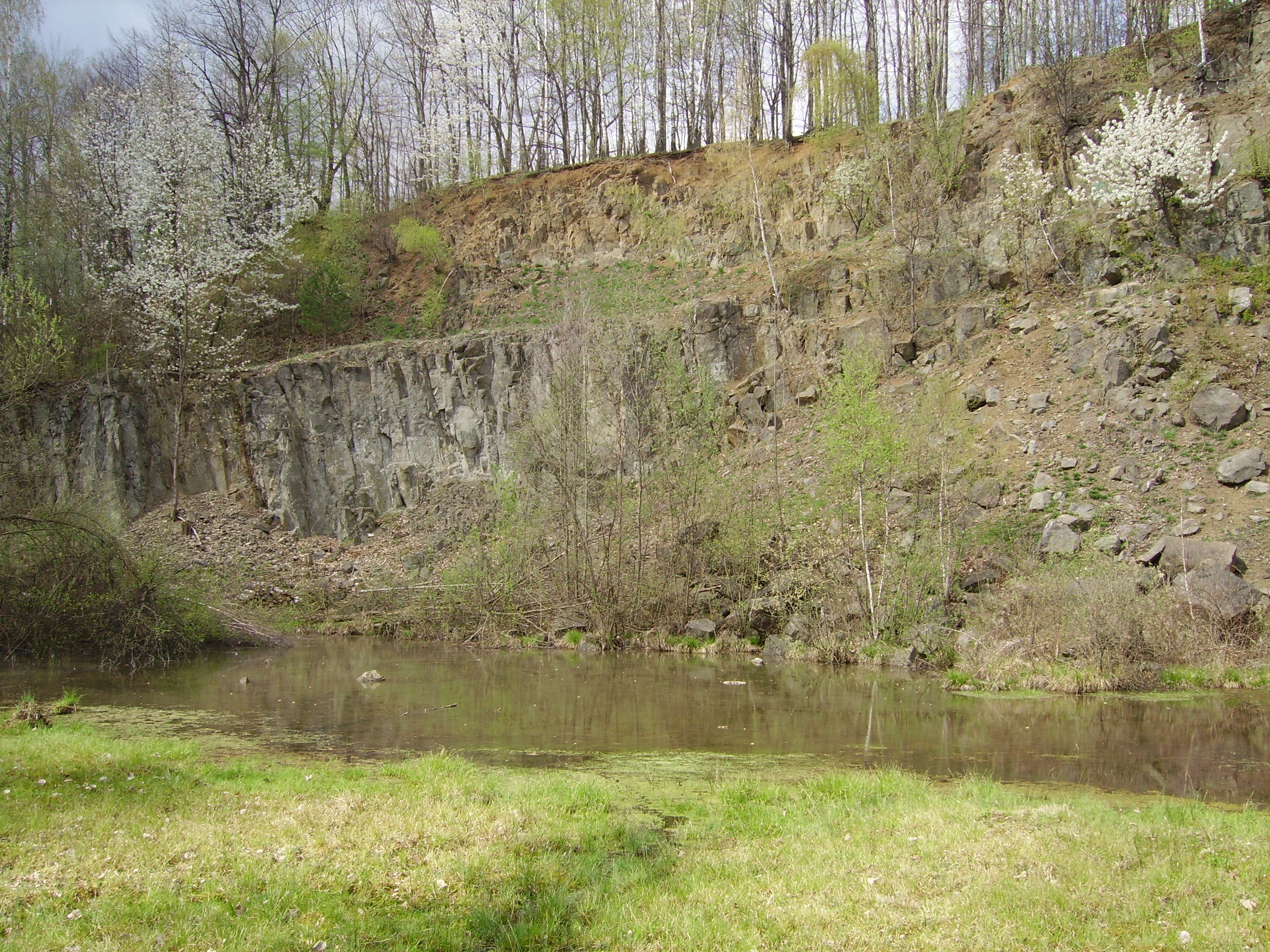
Žermanický lom
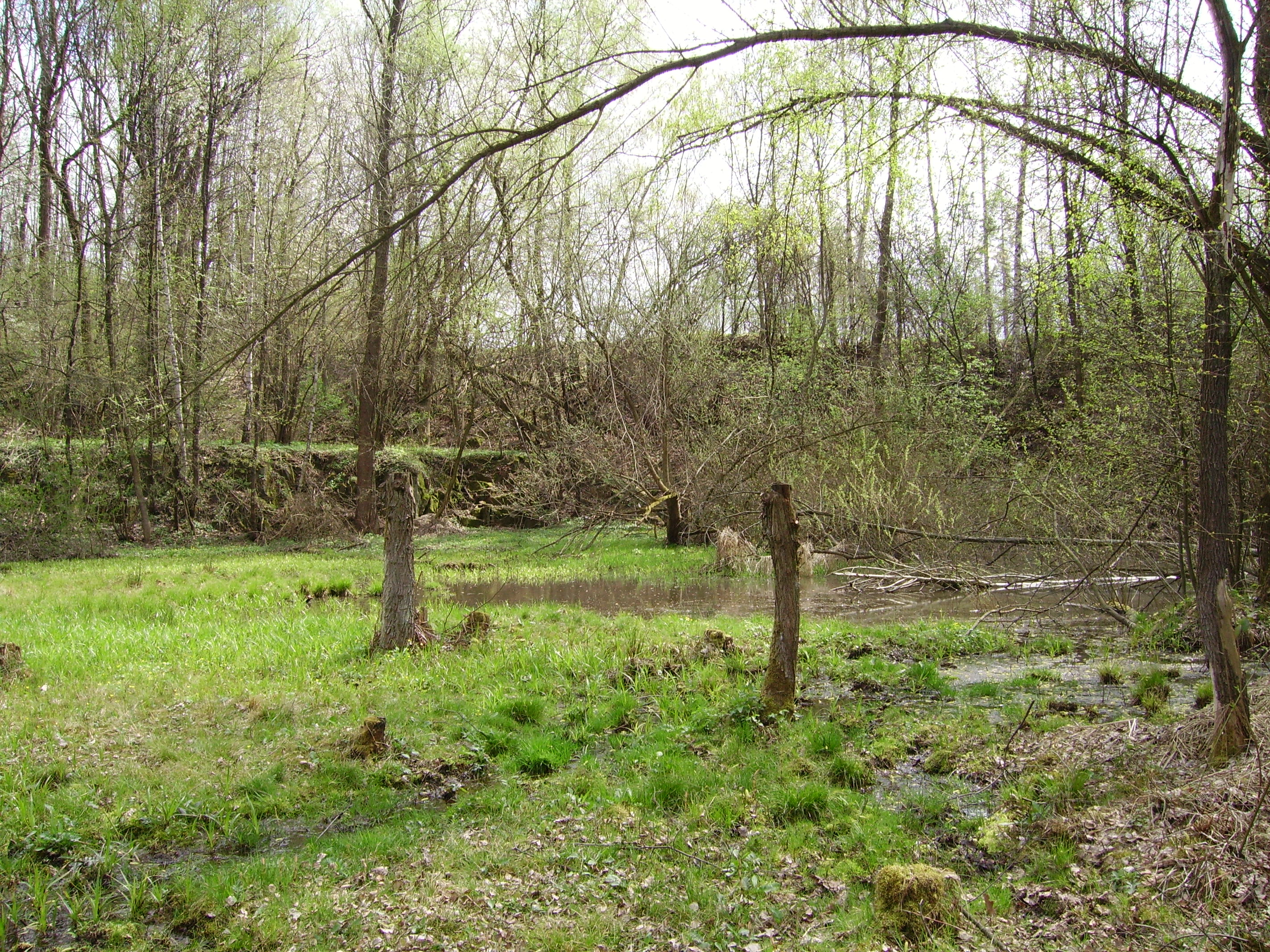
Žermanický lom